# J. C. Penney
J. C. Penney Company, Inc, detta comunemente anche JCPenney o Penney, era una catena di grandi magazzini statunitensi con sede a Plano in Texas. Ha dichiarato fallimento nel 2020 dopo che la catena è caduta in profonda crisi a seguito dell'emergenza COVID-19.

## Storia
In passato ha operato anche in Italia con i propri grandi magazzini dal 1971 al 1977, quando La Rinascente acquistò la rete di vendita italiana composta da 5 negozi (Milano Galleria De Cristoforis, Milano viale Certosa, Cinisello Balsamo, Monza e Saronno), decretando l'uscita di JCPenney dalla distribuzione italiana.. L'azienda contava, fino al 2020, 1106 magazzini in tutti i 50 stati degli Stati Uniti.
Il 15 maggio 2020, in seguito ad una lunga crisi riscontrata dall'azienda, consegna i libri contabili alla corte federale per bancarotta appellandosi al Chapter 11 statunitense, che permette un riorganizzamento aziendale, o eventualmente la messa in liquidazione.

## Galleria d'immagini

Logo di Penney's utilizzato dal 1963 al 1971
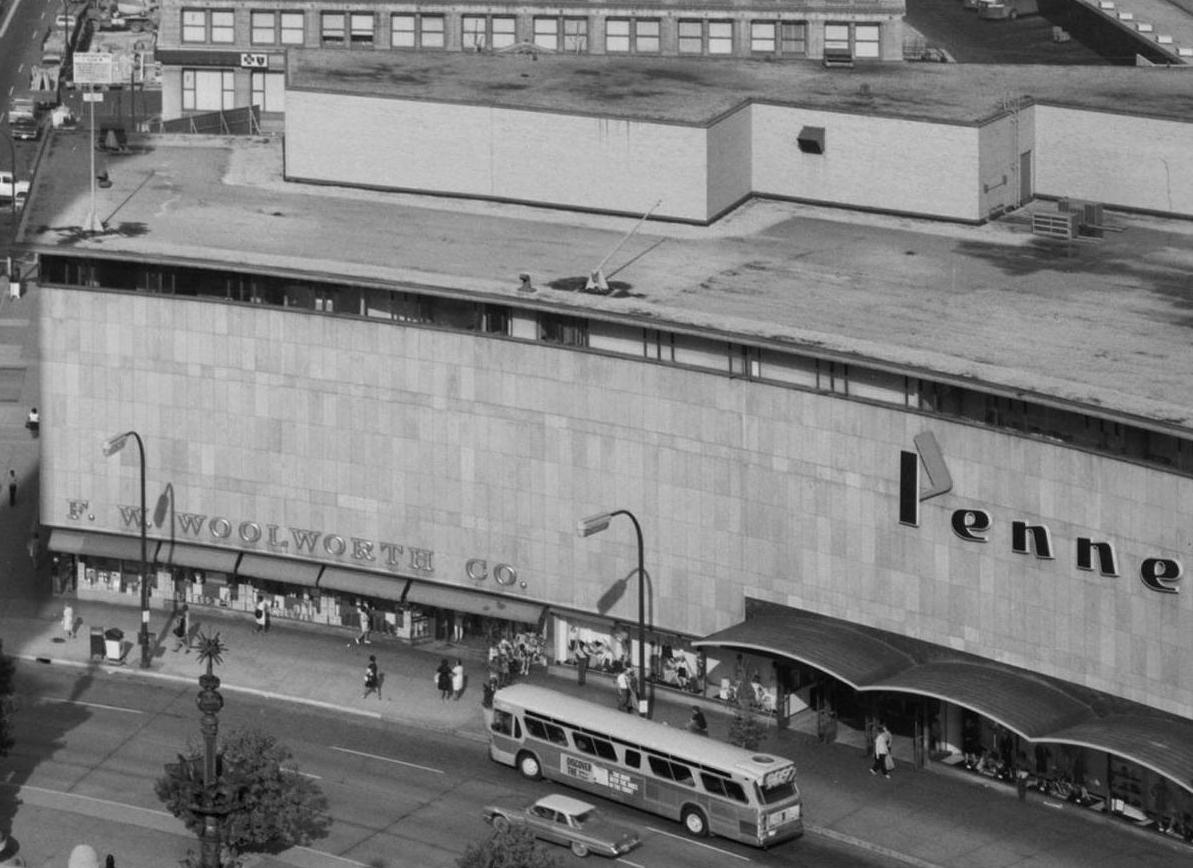
Vecchio magazzino Penney's (1970) ad Indianapolis, Indiana
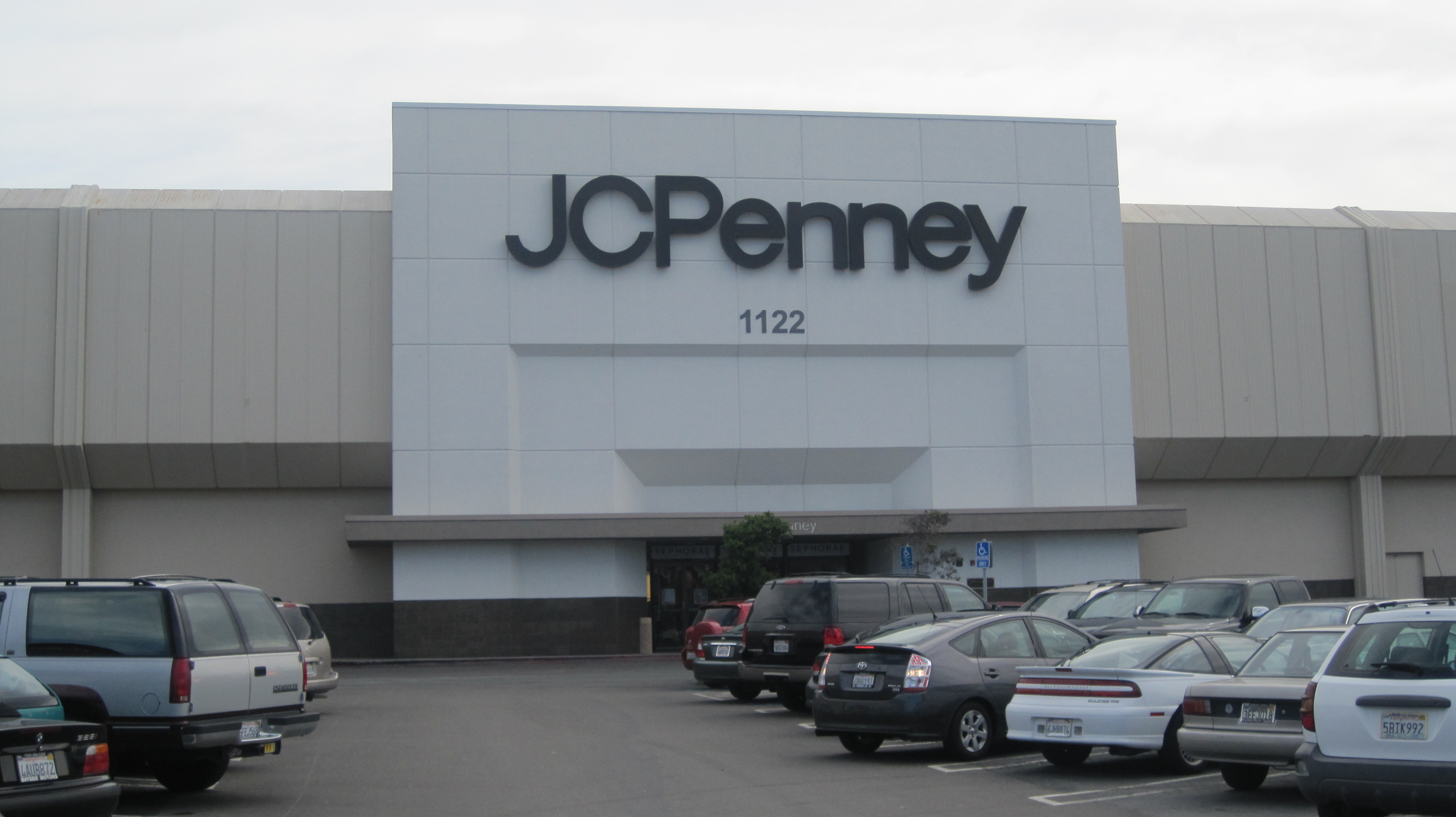
Magazzino di JCPenney a San Bruno, California